# 김욱동
김욱동(金旭東, 1948년 3월 13일~)은 대한민국의 문학자이자, 평론가, 번역가, 교수이다. 《노인과 바다》와 《앵무새 죽이기》와 같은 의 번역가로 한국 대중들에서 잘 알려져 있다.